# Menyahel Teshome
Menyahel Teshome (Adis Abeba, 14 de novembro de 1985) é um futebolista profissional etíope que atua como meia.

## Carreira
Menyahel Teshome representou o elenco da Seleção Etíope de Futebol no Campeonato Africano das Nações de 2013.